# Endless Pain
Endless Pain ist das Debütalbum der deutschen Thrash-Metal-Band Kreator. Es erschien im Juni 1985 auf Noise Records. Es wurde auch als limitierte Edition auf rotem Vinyl veröffentlicht. Im Jahr 2000 wurde es als remasterte Version mit den Songs des Demos End of the World als Bonusstücken wiederveröffentlicht.

## Entstehung und Stil
Nachdem Kreator mit den beiden 1984/85 noch unter dem Namen Tormentor eingespielten Demos Blitzkrieg und End of the World einen Plattenvertrag bei Noise bekommen hatten, gingen sie im Frühjahr 1985, damals noch als Trio, in Berlin ins Studio, um ihre Debüt-LP aufzunehmen. Wie auch auf dem nachfolgenden Album Pleasure to Kill übernahm Schlagzeuger Jürgen „Ventor“ Reil noch einige Gesangspassagen. Für die Tour engagierte die Band mit Michael Wulf von Sodom einen zweiten Gitarristen. Die Musik war stark von Slayer beeinflusst. Einige Songs des Albums wie Tormentor und Flag of Hate, wobei letzterer auf einer gleichnamigen EP sowie auf der remasterten Version von Pleasure to Kill erneut veröffentlicht wurde, entwickelten sich über die Jahre zu Bandklassikern.

## Rezeption
Das Album beeinflusste nicht nur die Entwicklung des Thrash Metal, auch viele Black- und Death-Metal-Bands zählen es zu ihren Einflüssen. Im damaligen Rock Hard gab Holger Stratmann mit 7,5 von zehn Punkten nur eine mäßige Bewertung. Eine „Speedgranate“ jage die andere, die Band liege „deutlich über Sodom-Niveau“, aber ihm ginge Miland „Mille“ Petrozzas „Gebrülle auf die Nerven“. Für Vincent Jeffries von Allmusic ist das Album „nicht viel mehr als ein Ausgangspunkt“. Das Album sei „kaum eine Enttäuschung“, aber die beiden nachfolgenden Alben deutlich besser. Er gab dem Album zweieinhalb von fünf Sternen. Dagegen schreibt die Website metal-observer.com: „Jeder Song zündet direkt und auch Songs wie Total Death oder Storm of the Beast sind zeitlose Brecher!“ Die Platte sei „heftig, einfach und supereingängig“. Die Bewertung lag bei 8,5 von zehn.

## Titelliste
1. Endless Pain – 3:32
2. Total Death – 3:28
3. Storm of the Beast – 5:01
4. Tormentor – 2:56
5. Son of Evil – 4:16
6. Flag of Hate – 4:42
7. Cry War – 3:45
8. Bone Breaker – 2:58
9. Living in Fear – 3:12
10. Dying Victims – 4:51
11. Armies of Hell (Demo)* – 5:17
12. Tormentor (Demo)* – 2:56
13. Cry War (Demo)* – 4:22
14. Bone Breaker (Demo)* – 4:01

Mit * sind die Bonusstücke der Version von 2000 gekennzeichnet. Bereits 1989 gab es eine Wiederveröffentlichung, die statt diesen die Bonusstücke der EP Flag of Hate enthielt, Take Their Lives und Awakening of the Gods. Auch war das Stück Flag of Hate durch die neuere Version ersetzt.